# Yuri Meshkov
Yuri Oleksándrovich Meshkov (en ucraniano: Юрій Олександрович Мєшков, en ruso: Юрий Александрович Мешков Yuri Aleksándrovich Meshkov, Dnipropetrovsk, 25 de octubre de 1945-Krasnogorsk, 29 de septiembre de 2019) fue un político ucraniano y separatista crimeo.

## Biografía
Yuri Meshkov nació el 25 de octubre de 1945 en Synelnykove, Dnipropetrovsk Oblast, de la República Socialista Soviética de Ucrania (ahora Ucrania) de una madre de origen ucraniano y un padre ruso de cosacos kossan. Creció en Simferopol, donde terminó la escuela secundaria. Cuando tenía unos ocho años, la región de Crimea fue transferida oficialmente de la RSFS de Rusia a la RSS de Ucrania. Por sus obligaciones militares, sirvió en la Guardia de Fronteras. En 1967 (en algunas fuentes en 1977), se graduó de la Facultad de Derecho de la Universidad Estatal de Moscú. Hasta 1982, trabajó como detective y luego como inspector jefe en la oficina del fiscal de distrito. De 1982 a 1985, pasó un tiempo en el yate de investigación científica Skif. Después de 1985 y hasta 1990, trabajó en privado como consultor legal. En ese momento, también era uno de los jefes del departamento "Memorial" de la sociedad iluminadora de Crimea "All-Union" y presidente de la Federación de kick-boxing de Crimea.
En 1990, Meshkov fue elegido diputado al Consejo Supremo de Crimea (el parlamento de la república). Allí, se convirtió en el cofundador del partido RDK (movimiento republicano de Crimea). En 1994, encabezó el bloque electoral "Rusia" para las elecciones presidenciales republicanas, donde derrotó fácilmente a Mykola Bahrov en la segunda vuelta. Mykola Bahrov era en ese momento jefe del Consejo Supremo de Crimea. En la segunda vuelta de las elecciones presidenciales en Crimea en 1994, Meshkov ganó el 72,9% y fue elegido único presidente de la república.
Su principal programa político era facilitar relaciones mucho más estrechas con la Federación de Rusia hasta la posible reunificación de Crimea con Rusia. Mechkov intentó iniciar una unión político-militar con Rusia e ignoró por completo las posiciones del gobierno ucraniano. También trató de forzar la rotación de la moneda rusa, emitir pasaportes rusos a la población de Crimea e incluso transferir Crimea a la misma zona horaria que Moscú. Debido a la resistencia inesperada de la oposición local, Meshkov solo logró colocar su república autónoma en la zona horaria de Moscú. También nombró al viceprimer ministro, el economista ruso Yevgeny Saburov, que se ha convertido prácticamente en el jefe de gobierno. Luego dijo en confrontaciones con otros funcionarios del gobierno sobre la legitimidad de su designado que ni siquiera tenía un pasaporte ucraniano. Debido a esto, Yevgeny Saburov se vio obligado a renunciar. Después de eso, logró paralizar el trabajo del Consejo Supremo de Crimea.
En 1995, el Parlamento de Ucrania derogó la Constitución de Crimea y abolió el cargo de presidente el 17 de marzo de 1995. Después de algunas advertencias previas en septiembre y noviembre de 1994 el 17 de marzo de 1995, el presidente de Ucrania, Leonid Kuchma, firmó la ley de Ucrania que deroga la Constitución enmendada de Crimea y algunas otras leyes de la República de Crimea, porque eran contrarias a la Constitución de Ucrania y ponían en peligro la soberanía de Ucrania.
Sirvió como el único presidente de Crimea (una ex república autónoma de Ucrania, que fue anexada por Rusia tras la anexión de Crimea y Sebastopol a Rusia en 2014).
Once días después de su primer regreso a Crimea desde 1995, fue deportado de Ucrania el 13 de julio de 2011 con la restricción de entrada durante cinco años. El 12 de marzo de 2014, en vísperas del referéndum sobre el estatuto de la República de Crimea, regresó a Crimea. En el aeropuerto de Simferopol, declaró: «El pueblo de Crimea me ha devuelto a casa».
Falleció a los 73 años a causa de un derrame cerebral.